# Karl Tobiassen
Jens Karl Jakob Tobiassen (* 16. April 1964 in Qaarsut) ist ein grönländischer Politiker (Siumut).

## Leben
Karl Tobiassen stammt aus Qaarsut und wurde als Fischer und Jäger erzogen, als welcher er seit seiner Konfirmation 1979 tätig war. Ab dort gehörte er auch der Fischer- und Jägervereinigung in Qaarsut QAPP an. Von 1999 bis 2009 saß er im Vorsitz der Dorfvereinigung KANUNUPE. Von 1991 bis 2009 war er Mitglied im Schulausschuss- bzw. der Schulverwaltung in Qaarsut. Von 2000 bis 2017 war er Aufsichtsratsmitglied bei Uummannaq Seafood und von 2007 bis 2009 bei KNI.
1991 betätigte er sich erstmals politisch, als er in den Dorfrat von Qaarsut gewählt wurde, wo er bis 2009 blieb. Von 1991 bis 1993, 1997 bis 2001 und 2003 bis 2008 war er zudem drei Perioden lang Mitglied des Rats der Gemeinde Uummannaq. Bei der Kommunalwahl 2008 wurde er in den Rat der neuen Qaasuitsup Kommunia gewählt, aber aufgrund eines Urteils wegen Tiermisshandlung für unwählbar erklärt. Bei der Kommunalwahl 2013 wurde er nicht mehr gewählt. 2017 wurde er Vorstandsmitglied bei KNAPK. Bei der Parlamentswahl 2021 kandidierte er erstmals landesweit und erreichte den ersten Nachrückerplatz der Siumut, während er bei der zeitgleich stattfindenden Kommunalwahl nur den dritten Nachrückerplatz seiner Partei in der Avannaata Kommunia erreichte. Da Qarsoq Høegh-Dam auf seinen Parlamentssitz verzichtete, rückte Karl Tobiassen ins Inatsisartut auf. Als die Siumut Anfang April 2022 Teil der Koalition wurde, wurde Karl Tobiassen zum Fischerei- und Jagdminister im Kabinett Egede II ernannt, weswegen er seinen Platz im Vorstand von KNAPK aufgeben musste. Am 22. September 2023 trat er freiwillig zurück, da er die Verantwortung dafür übernahm, dass kein neues Fischereigesetz rechtzeitig präsentiert werden konnte. Bei der Parlamentswahl 2025 wurde er nicht wiedergewählt. Auch bei der Kommunalwahl 2025 konnte er keinen Sitz erringen.
Karl Tobiassen ist verheiratet und hat zwei Kinder und ein Enkelkind.